# 地球平面説という神話

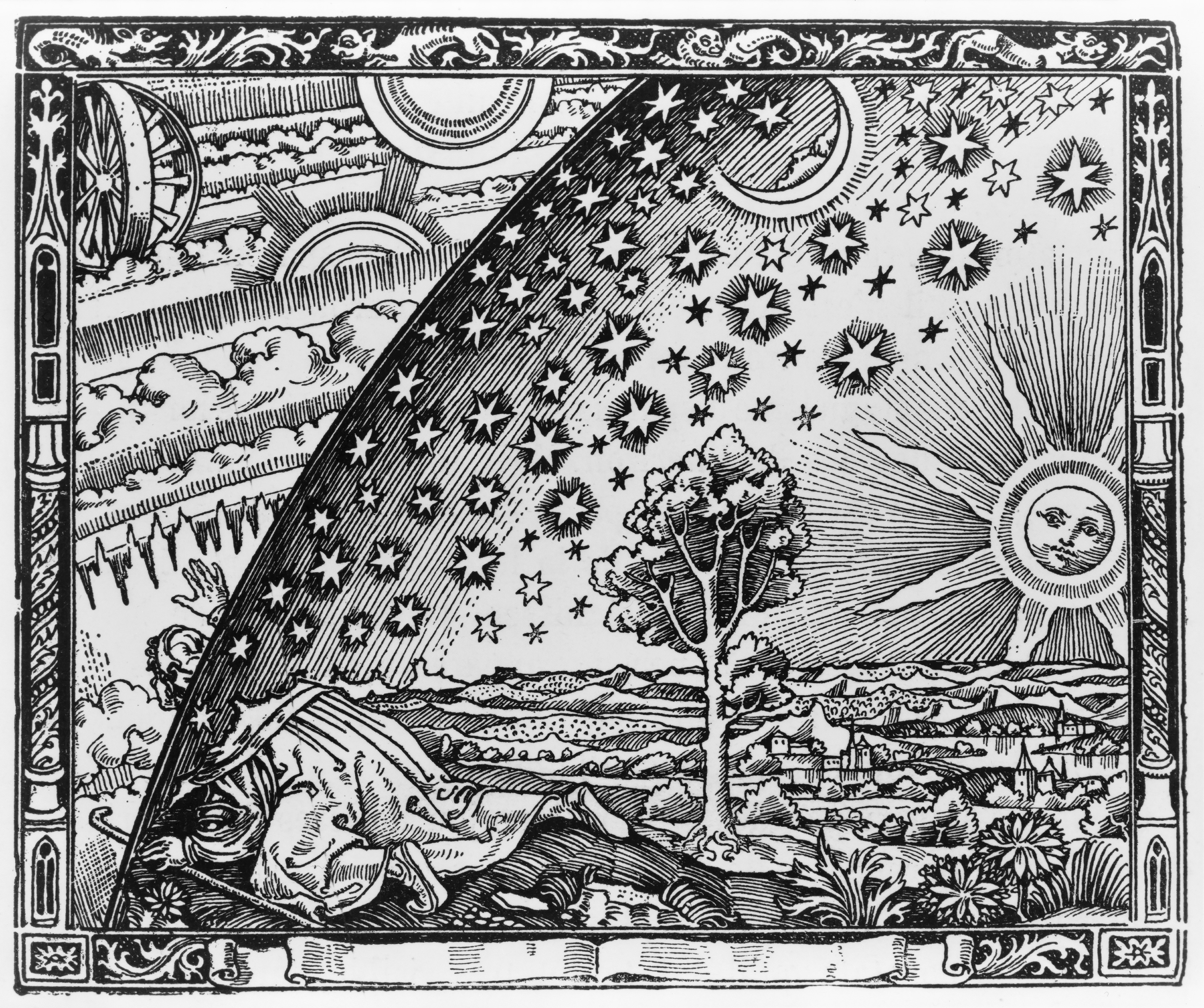
「地球平面説」を表す著名なフラマリオン版画はしばしば15～16世紀頃の作品として紹介されるが著書『L'atmosphère: météorologie populaire』(1888; p. 163)が初出の、フラマリオン自身の手になる木版画である。

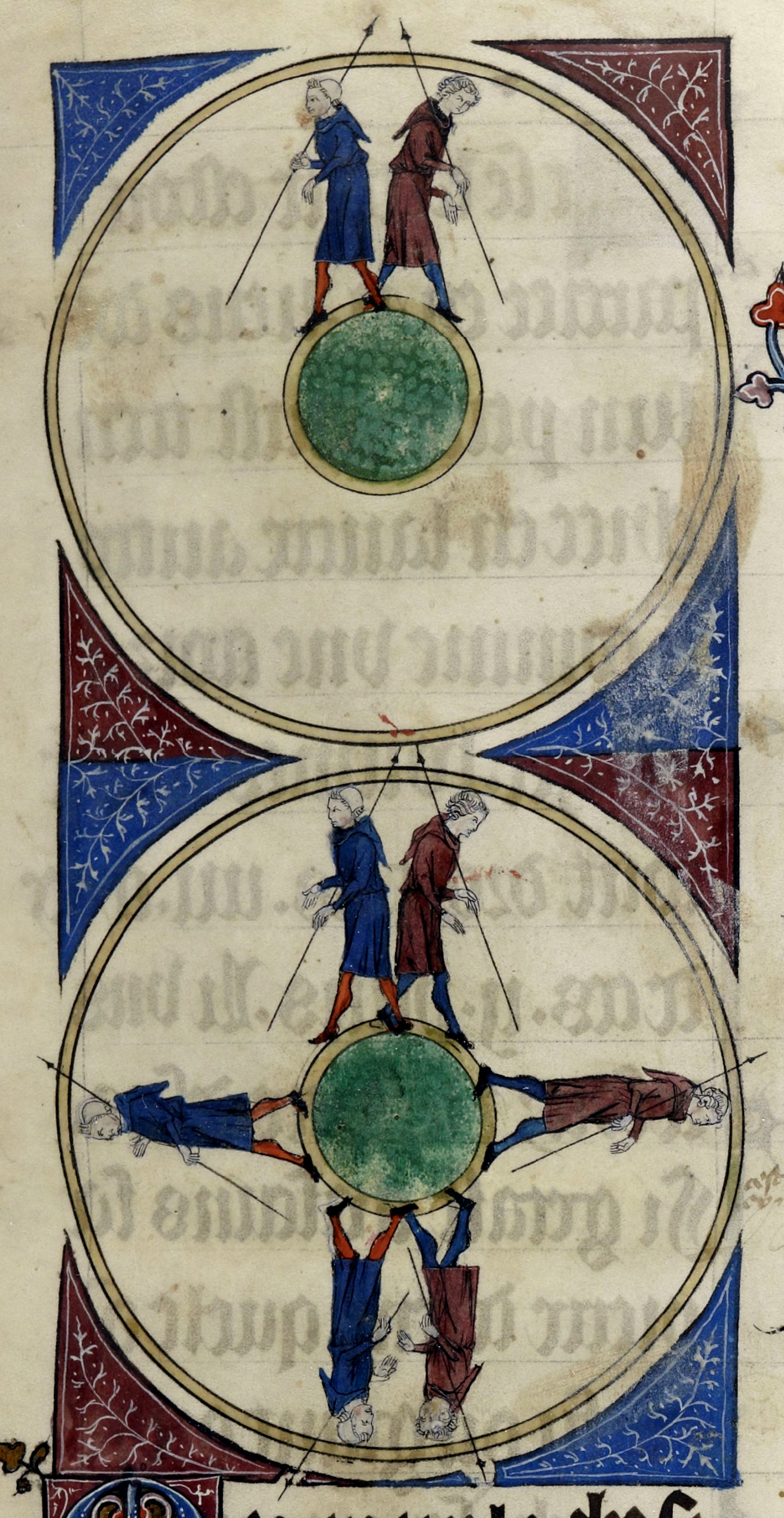
ゴーティエ・ド・メッツ『L'Image du monde』(1246年頃)の写本に収録された、地球球体説を表す模式図

地球平面説という神話（ちきゅうへいめんせつというしんわ）は、近代に生まれた誤解で、中世西欧では地球球体説ではなく地球平面説がはびこっていたという謬説である。地球平面説と天動説を混同したのであろうこの説は20世紀前半に広範に流布されたとみられており、イギリスの歴史学協会の1945年の会報に以下のように述べられている:

「地球が平らだとコロンブスの時代の教養人が信じていたという説や、同時代人がそう信じていたことがコロンブスの障害となったがやがてコロンブスはそれに打ち勝っていったという説は、歴史教育において最も強固な間違いである」。

中世初期には既に、元々古代ギリシア人たちが示した球体説をほとんど全ての学者が支持していた。教養人たちの間では14世紀までに地球平面説が完全に死滅した。ただし、ヒエロニムス・ボスによる著名な三連祭壇画『快楽の園』の外面が、ルネサンス時代における地球平面説の一例となっている。そこには透明な天球の中に浮かぶ円盤状の大地が描かれている。
スティーヴン・ジェイ・グールドによると、「（古今の社会一般において私達の住む惑星がどのように概念化されたかはさておき）学者たちの間で『地球平面説が信じられた暗黒時代』など存在しない。古代ギリシア以来の地球が球体であるという知識が消え去ったことなどなく、中世の主だった学者は皆、宇宙論上確立された事実として地球が丸いことを支持していた。」 科学史家のデイヴィッド・リンドバークとロナルド・ナンバーズも「中世のキリスト教徒の学者で〔地球が〕丸いことを認めず、地球の近似的周長を知らないものなどほとんどいなかった」と指摘している。
歴史家のジェフリー・バートン・ラッセルは、中世に地球平面説が流行したという誤解は1870年から1920年にかけてはびこり、また、進化論によって作り出されたイデオロギー的な状況とも関係したと述べている。ラッセルは、「まれな例外を除けば、紀元前3世紀以降の西洋文明の歴史に連なる教養人で地球が平面だと信じたものなどいなかった」と主張し、ジョン・ウィリアム・ドレイパー、アンドリュー・ディクソン・ホワイト、ワシントン・アーヴィングらが地球平面説という神話を流布したのだと考えている。

## 歴史
著書『地球平面説の発明』(英語: Inventing the Flat Earth)でジェフリー・バートン・ラッセルは、前近代文明、特に中世西欧を攻撃するための作り話として地球平面説が使われたのだと述べている。
ジェームズ・ハンナムはこう書いている:

中世の人々が地球は平面状だと考えていたという神話は、プロテスタント達によるカトリック教会の教えを攻撃するキャンペーンとして17世紀ごろに現れた。しかしこの神話が広く信じられるようになったのは19世紀のことで、ジョン・ウィリアム・ドレイパーの『宗教と科学の衝突の歴史』(英:History of the Conflict Between Religion and Science、1874年)やアンドリュー・ディクソン・ホワイト『キリスト教国における科学と神学の争いの歴史』（英:History of the Warfare of Science with Theology in Christendom、1896年）によって流布された。無神論者や不可知論者はコンフリクト命題を故意に擁護した[...]

### 近世
フランスの劇作家シラノ・ド・ベルジュラックは『別世界又は月世界諸国諸帝国』（死の2年後の1657年に発表）の第5章で、アウグスティヌスが「彼の時代には地球はストーヴのふたのごとく平らで、半分に切ったオレンジのように水面に浮かんでいた」と言っているのを引用している。 ロバート・バートンは著書『憂鬱の解剖学』(英:The Anatomy of Melancholy)で、以下のように書いている:

ザルツブルクの司教であった（アウェンティヌスの述べるところでは745年のこと）ヴァージルは、メンツの司教ボニファティウスから疑義を問い質された、というのは彼は対蹠地（その存在はキリストが死んだ理由について疑義を生じさせる）というものがあると考えており、地獄の地位を減じ、あるいは天国に釣り合わなくなるほどにまでそれを縮小させるために、地球は（アコスタや大衆があらかた反駁しているのだが）トレンチャーのように円いが球体のように丸くはないとしたオースティン〔聖アウグスティヌス〕、バジル〔バシリウス〕、ラクタンティウスの意見を否定したのである。

このように、地球平面説だという非難は、いくつかの珍しい（バートンは余談を以下のような聖アウグスティヌスの正当な引用で終えている:「不確かなものについて論争するよりも隠されたものや地獄の業火の存在を疑うことにアブラハムの意思はあった」）例を除けば、19世紀よりも数世紀前の権威たちの信用を失わせるために行われたのである。文献中で言及されているもう一つの初期の例として、ルートヴィヒ・ホルベルクの喜劇『エラスムス・モンタヌス』（1723年）がある。その主人公エラスムス・モンタヌスは地球が丸いと主張した際に強い反論を受ける、というのも田舎者たちはみな地球が平らだと思っていたからである。彼は「地球はパンケーキのように平らだ」と叫んでからやっと婚約者との結婚を許された。トーマス・ジェファーソンの著書で、一連の問い (queries) に対する答えとして書かれた『バージニア覚書』（1784年）において、ジェファーソンは「Query」という語を、政府公認の宗教思想を攻撃するような宗教を扱うのに使っている。ある章では、権威によって人々に公的に強要された誤った考えについて彼は語っている。そのうちの一つがガリレオ・ガリレイの権威との戦いのエピソードであり、ジェファーソンは地球の形に関する問題をこのエピソードに帰しているがこれは間違いである:

政府は物理学的体系を決定する際にも完全に無謬である。ガリレオは地球が球形であると主張したかどで宗教裁判にかけられた: 政府は地球がトレンチャーのように平らであると宣言し、トレンチャーの形状とガリレオは間違いを正すように強要された。この間違いは長い間優勢であったが、ようやく地球は球形になり、デカルトが地球は回転する球体でありその軸は渦動によるものだと述べた。

### 19世紀

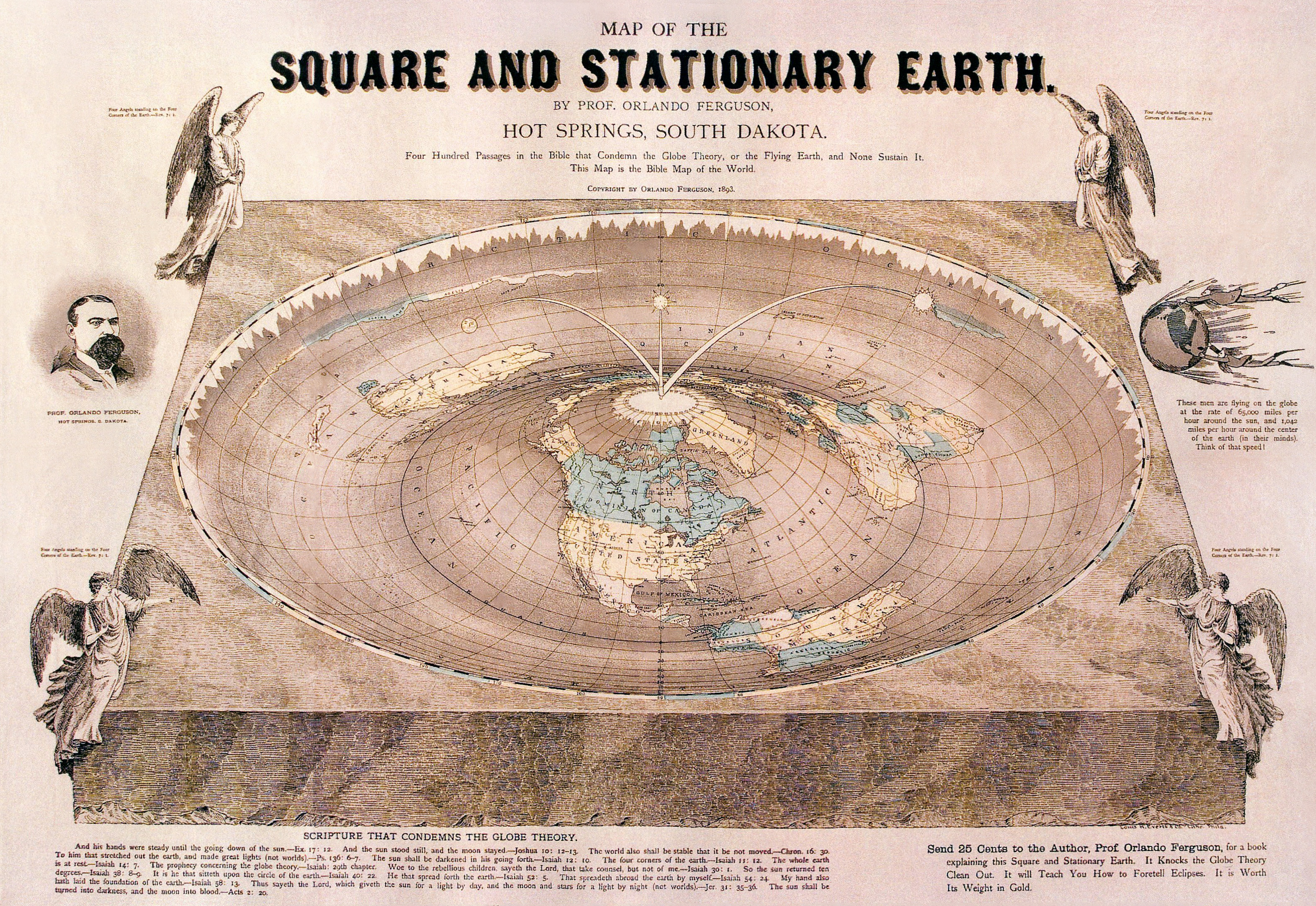
オーランド・ファーガソンによる平面地球図、1893年。聖書の断章と、それに対する「球体説」側からの批判が書き込まれている。

19世紀には宗教と科学が相反するものだという感覚が非常に強くなった。ダーウィンの進化論にまつわる論争によってコンフリクト命題（宗教は科学と相いれないとする考え）が生まれた。

### アーヴィングによるコロンブスの伝記
1828年に、ワシントン・アーヴィングのロマン主義の色濃い伝記『クリストファー・コロンブスの生涯と航海』が発表されたが、多くの人はこれを学術的な作品だと誤解した。その伝記の第三巻第2章でアーヴィングは、スペインの君主がコロンブスの申し出を秤量するために行った会談に関して非常に虚構性の高い説明を行っている。アーヴィングの行った、さらに幻想的な脚色として、地球は丸いというコロンブスの主張に対してその会談に参加していた無知で頑迷固陋な人々が聖書の内容を引き合いに出して反論したというありそうもない話がある。
実はアーヴィングも指摘してはいることだが、コロンブスの航海した1490年代に問題とされたことは地球の形状ではなく地球の大きさとアジア東岸の位置である。クラウディオス・プトレマイオス以降伝統的になされてきた見積もりでは、アジア東岸はカナリア諸島の180°東側に存在することになる。コロンブスは以前に否定された225°という見積もりに（マルコ・ポーロの旅行に基づいて）28°加え、日本はさらに東に30°の位置にあると考えた。コロンブスはユーラシア大陸をポルトガルのサン・ヴィセンテ岬から始まるものとして283°にまで伸長させ、大西洋を77°ぶんの広さしかないものとみなした。(イベリア本土より9°西の)カナリア諸島から出発したため、68°ぶん航海するだけで日本につく算段であった。
コロンブスはアラビア語の文献を読む際により長いアラビア・マイル（1マイル=2177m）ではなくより短いイタリア・マイル（1マイル=1480m）を想定して読むことで、誤って地球の周長を実際の4分の3ほどと思い込んだ。これらの誤りが積み重なった結果、コロンブスは日本までの距離を、実際には20000kmあるのにもかかわらず僅か5000kmと見積もり、その結果カリブ諸島東端に到着することになった。当時のスペインの学者達もアジア東岸までの正確な距離は知らなかったようであるが、彼らはアジア東岸までの距離はコロンブスが見積もったよりもずっと大きいと考えていた。そしてこのことに基づいて、スペインやポルトガルで、学者や船乗りたちがコロンブスを批判したのである。
論点は地球の形状でも西に行くことで日本や中国に到着できるという考えでもなく、当時のヨーロッパの造船技術が大洋での航海に耐えられるかという点であった。当時の小さな船（コロンブスの三艘の船は60-70フィート（20.5-23.5m）の大きさで、乗員は90人ほどであった）に日本に到着するまでの飲食料を積載するのは不可能で、新大陸が存在せず本当に一直線に日本を目指していたら、途中で飲食料が尽きて船団が全滅してしまったことになる。航海終盤で乗員たちが反抗的になったのも「円盤状の地球の端から出てしまうこと」を恐れてのことではなく、飲食物が不足し、餓死の危険にさらされたためであった。結果、日本よりかなり手前に新大陸があったため船団は全滅を免れ、カリブ諸島で飲食料を補給してヨーロッパへの帰還を果たしたが、本物の「日本」への航海という面では、航海に反対した学者たちは正しかった。

### レトロンヌ、ヒューウェル、フラマリオン
アーヴィングの著書が出版されてすぐの1834年に、強く反宗教的思想を持った学者のジャン・アントワーヌ・レトロンヌが、教父やそれに続く中世のキリスト教徒は地球平面説を信じていたという間違った説を著書『教父の宇宙論』で公にした。また、1837年には、イギリスの科学哲学者 ウィリアム・ヒューウェルが著書『帰納的科学の歴史』(英:History of the Inductive Sciences)でラクタンティウス（245年-325年、コペルニクスにも『天球の回転について』で「地球は球形であると述べるものに対して子供のような反論の仕方をした」と嘲笑されている）およびコスマス・インディコプレウステース（547年から549年にかけて著書『キリスト教地誌』を書いた）という宇宙論史的に非常に重要度の低い二人に焦点を当てて持論を述べている。彼ら二人は中世に地球平面説が信じられた証拠であるとヒューウェルは主張し、ほかの歴史家もすぐに彼に従ったが、他に地球平面説が信じられた証拠を見つけ出すことはできなかった。
神座を見るために大地を覆う天空を突き抜けて自分の頭をつついている男が書かれている、上掲の広範に流布された版画は16世紀の画風を模倣して制作されているが、実際にはカミーユ・フラマリオンの『L'atmosphère: météorologie populaire』(Paris, 1888, p. 163) で初めて発表されたものである。この版画には「彼は大地と天空が交わる地平線に到達した」という中世の宣教師たちの教説が描かれている。元々はこの版画には装飾的な線が引かれており、その線から19世紀の作であることがわかる。しかし後に書かれた本では、この版画は16世紀にまでさかのぼるのだと主張する者もあらわれ、線は取り除かれた。逸話によれば、フラマリオンはこの版画を自分で注文したという。

### 20世紀
20世紀初頭から、地球平面説が中世に一般的に広まっていた膨大な数の間違いの一つとして無数の書籍や記事で紹介された。この、中世に地球平面説が広まっていたという誤解は、少なくとも1920年以降は歴史学界では全く流行らなかったが、大衆文化には残り続けたし、1960年代までいくつかの学校教科書にも載っていた。E・M・W・ティルヤード『エリザベス朝期の世界観』(英:The Elizabethan World Picture)およびC・S・ルイス『廃棄された宇宙像：中世・ルネッサンスへのプロレゴーメナ』ではルネサンスおよび中世に宇宙がどのようにみなされていたかを詳細に調べており、知識人層がどのように世界が丸いことを知ったのかをも広範にわたって調べている。地獄・煉獄・天国への旅を描いた叙事詩的作品であるダンテの『神曲』で地球が球体であり、地球の中心に向かって重力が働いていることが記されている点にルイスは注目する。『神曲』作中で、悪魔が地球の中心で氷づけにされているため、（登場人物の）ダンテとウェルギリウスは悪魔の頭から胴体にかけて下っていくが、腰から足にかけて登っていくことになるのである（腰が最も地球の中心にあたっている）。
アメリカで1919年に出版されたエマ・ミラー・ボレニウスによる教科書はコロンブス・デーの推奨図書に対する以下の序論から始まっている:

コロンブスの生きていた当時、人々は地球が平らだと考えていた。船を貪り食う巨大な怪物が大西洋に満ちていて、脆弱な船が落ちて壊れてしまう恐ろしい滝が大西洋の向こうにあると彼らは信じていた。コロンブスは船員を集めるためにこの愚かな思い込みと戦わなければいけなかった。彼は地球が丸いに違いないと考えていた。

トマス・アンドリュー・ベイリーの『アメリカの野外劇』(英:The American Pageant)の以前の版では「迷信深い船乗り（コロンブスのクルー）は〔…〕どんどん反抗的になっていった〔…〕というのは彼らは世界の端っこへ到達するのを恐れたからである」と書かれていた。 しかし、この歴史学的根拠は存在しない。1937年に発表されたジョージ・ガーシュウィンの流行歌『みんな笑った』(英:They All Laughed)には「コロンブスが地球は丸いと言うと/彼らはみな笑った」という連句がある。ワーナー・ブラザースの『メリー・メロディーズ』シリーズのアニメ『Hare We Go』（1951年）にはコロンブスと僧侶フェルディナンドが地球の形状について議論するシーンがある。ウォルト・ディズニーの1963年のアニメーション『王様の剣』には、魔法使いのマーリン（彼は未来へ旅行をしたことがある）が弟子に「ある日彼らは地球が丸いことを発見するだろう」と述べるシーンがある。ジェフリー・バートン・ラッセルは1991年や1997年の著書において地球平面説が流行していたという説に反論している。ルイズ・ビショップは、2008年の著書で紀元1000年ごろの中世の思想家・著述家は皆、実際は地球が球体であると確信していたと述べている。
20～21世紀の日本においても、ドラえもんにおいて中世ヨーロッパの宇宙観は平面地球である描写がある等といったポピュラーカルチャー等の他、高校世界史の教材ですら地球平面説神話に基づいた記述をしている、西洋史と関係のない書籍でもたとえ話として中世西欧で地球平面説が信じられていたという話が紹介されるなど、地球平面説神話が、神話ではなく史実がそうであったとする誤った科学史観として膾炙している事例が多数見られる。